# دوزخ (فیلم ۱۹۹۴)
دوزخ (فرانسوی: L'Enfer‎) فیلمی فرانسوی در سبک درام به کارگردانی کلود شابرول است که در سال ۱۹۹۴ منتشر شد. شابرول این فیلم را بر اساس فیلمنامه‌ای از آنری-ژرژ کلوزو کاگردانی کرد. در سال ۱۹۶۴ کلوزو سعی در ساختن فیلمی بر اساس این فیلمنامه کرد ولی نتوانست فیلم را به پایان برساند و پروژه ناتمام ماند.

## بازیگران
- فرانسوا کلوزه
- امانوئل بئار
- مارک لاووآن
- ناتالی کردون
- ژان-پیر کسل